# Płyta nagrobna biskupa Pawła Legendorfa

Biskup Paweł de Legendorf

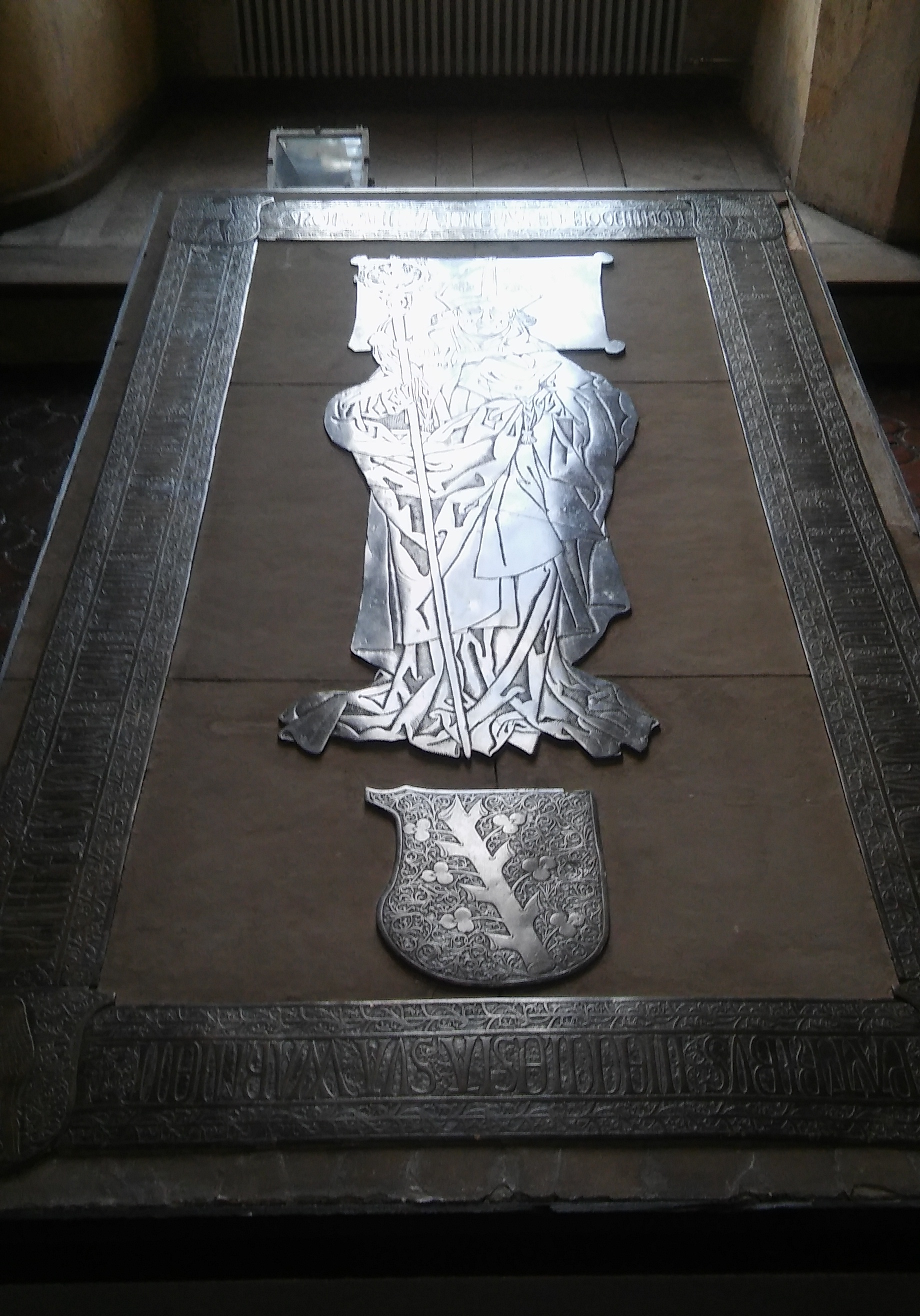
Część metalowa płyty, obecnie na refektarzu zamku w Lidzbarku Warmińskim

Płyta nagrobna biskupa Pawła Legendorfa

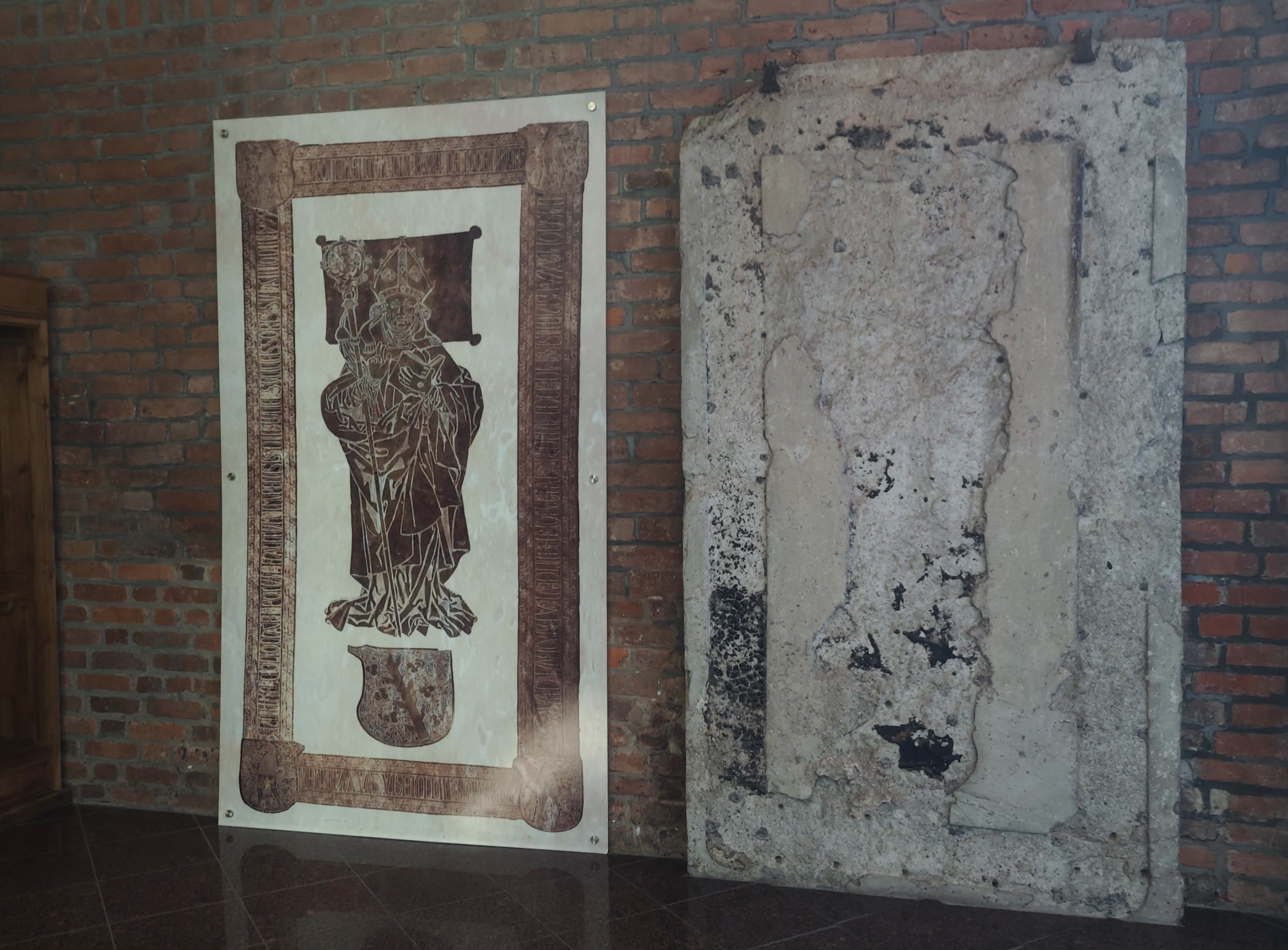
Oryginalna płyta nagrobna i kopia w bazylice w Braniewie

Płytę nagrobną dla biskupa warmińskiego Pawła Legendorfa ufundował biskup Łukasz Watzenrode. Pierwotnie płyta ta znajdowała się w kościele św. Katarzyny w Braniewie. Braniewo w czasie II wojny światowej należało do najbardziej zniszczonych miast na Warmii. Kościół św. Katarzyny miał pozostać trwałą ruiną podobnie jak Zamek Królewski w Warszawie. Część metalową płyty oddzielono wóczas od części kamiennej i przewieziono do Muzeum Warmii i Mazur w Olsztynie i po konserwacji eksponowana jest na refektarzu w lidzbarskim zamku.
Płyta wykonana była z kamienia gotlandzkiego (po konserwacji w części kamień sztuczny) z elementami metalowymi: sylwetka biskupa, herby i napis w otoku. W centralnej części płyty przedstawiona jest postać leżącego biskupa z głową wspartą na poduszce, trzymającego w prawej dłoni pastorał, a w lewym książkę. Poniżej stóp biskupa jest umieszczony jego herb. W otoku płyty znajduje się łaciński napis: "Monumentum Dni Pauli de Logendorf Episcopi Warmiensis Pie Defuncti Qui Prohibente Vi Armorum Cum Patribus in Ecclesia sua Warmien Minime Collocari Potuit FactumImpensis Dni Luce Succesoris Sui Anno Dni 1494" (tł. na język polski: Nagrobek Pana Pawła Legendorfa, biskupa warmińskiego, pobożnie zmarłego, któremu z powodu tego, że przeszkodziła wojna, w kościele swoim warmińskim nie mógł być pochowany, dzieło znaczne Pana Łukasza [Watzenrode] sukcesora onego roku pańskiego 1494”).
Na czterech rogach płyty umieszczony jest herb biskupa Watzenrode. Płyta posiada wymiary 290x184 cm, a jej części metalowe przypuszczalnie odlewał Andrzej Grottkau z Gdańska.
23 lipca 2015, w 548. rocznicę śmierci tego jedynego pochowanego w Braniewie biskupa, została w bazylice św. katarzyny odsłonięta kopia płyty nagrobnej. Płyta została wykonana w skali 1:1. Inicjatorem wykonania było Towarzystwo Miłośników Braniewa.